# Violet (Hole)
Violet è un singolo del gruppo musicale statunitense Hole, pubblicato nel gennaio 1995 come terzo estratto dal secondo album in studio Live Through This.

## Descrizione
Il brano è stato scritto dalla leader del gruppo Courtney Love e dal chitarrista Eric Erlandson intorno al 1991, ed è stato suonato in diversi spettacoli dal vivo tra il '91 e il '92 durante il Pretty on the inside tour. 
Courtney Love ha dichiarato più volte che il brano è stato scritto sul suo rapporto con il frontman degli Smashing Pumpkins, Billy Corgan nel 1990. Esplora anche i temi dello sfruttamento sessuale e della degradazione personale.
Violet è terzo singolo più popolare della band da Live Through This, dopo Doll Parts e Miss World. Violet ha raggiunto al 29º posto nella classifica Alternative Airplay negli Stati Uniti e il 17º posto nella classifica Official Singles Chart nel Regno Unito del 1995.
E nel 2005 si è classificato alla 116ª posizione nella lista della rivista Blender: The 500 Greatest Songs Since You Were Born.
Il brano è stato usato in diversi film: nel 2009 verso la fine del film Jennifer's Body (il titolo del film che tra l'altro prende il nome dalla quinta traccia di Live Through This, appunto Jennifer's body) si può sentire in sottofondo proprio Violet, mentre i protagonisti vengono brutalmente uccisi da Needy, (Amanda Seyfried) la protagonista del film.

## Video musicale
Il video musicale del brano è stato girato alla fine del 1994 ed è stato diretto da Mark Seliger e Fred Woodward. Il video è girato in gran parte in tonalità seppia all'interno di uno strip club degli anni '20 con ballerine del burlesque.
Courtney Love nel video musicale danza su un palo ed è anche presente in tutù sul palco che balla con le ragazze. Queste scene sono integrate con i filmati della band che esegue la canzone. Le giovani ballerine sul palco illustrano la dinamica tra danza come forma d'arte e la danza come scopo della visione altrui e gratificazione sessuale. Il video segue i temi trattati nella canzone, in particolare lo sfruttamento sessuale delle donne. Le ballerine che compaiono nel video sono anche un possibile riferimento alla stessa Love, che studiò danza per gran parte della sua infanzia e finì per lavorare come spogliarellista nella sua giovinezza.
È stato il primo video a mostrare la nuova entrata nella band, la bassista Melissa Auf der Maur, dopo la morte di Kristen Pfaff nel giugno 1994.
Secondo la batterista Patty Schemel, le ballerine presenti nel video musicale erano spogliarelliste vere selezionate da Courtney Love dal Jumbo's Clown Room, un dance bar di Los Angeles dove aveva lavorato negli anni ottanta.

## Tracce
CD singolo Europa
1. Violet (LP version) – 3:24 (C.Love, E. Erlandson)
2. Old Age – 4:20 (C. Love, K.Cobain)
3. He Hit Me (And It Felt Like A Kiss) (Carole King cover) – 3:46 (J.Goffin C. King)
4. Whose Porno You Burn (Black) (Live version) – 3:40

Vinile 7" UK
1. Violet – 3:24 (C.Love, E. Erlandson)
2. Old Age – 4:23 (C. Love, K.Cobain)

## Classifiche
| Classifica (1995)                 | Posizione massima |
| --------------------------------- | ----------------- |
| Regno Unito                       | 17                |
| Stati Uniti (Alternative Airplay) | 29                |

## Formazione
Hole
- Courtney Love – voce, chitarra
- Eric Erlandson – chitarra
- Kristen Pfaff – basso, cori
- Patty Schemel – batteria, percussioni

Altri musicisti
- Dana Kletter – cori

Tecnici
- Paul Q. Kolderie – produzione, ingegneria del suono
- Sean Slade – produzione, ingegneria del suono
- Scott Litt – missaggio